# Ann Kiyomura
Ann Kiyomura  (アン清村?, Ann Kiyomura) (San Mateo, 22 agosto 1955) è un'ex tennista statunitense.

## Carriera
A livello giovanile conquista il singolare ragazze a Wimbledon 1973 sconfiggendo in due set Martina Navrátilová.
Tra le professioniste ha vinto due titoli su tre finali giocate, negli Slam ha come miglior risultato il quarto turno raggiunto agli US Open 1978 dove si arrende in due set alla Navrátilová.
Nel doppio vanta ventitré titoli su quarantanove finali tra cui spicca la conquista di Wimbledon 1975.

## Statistiche

### Singolare

#### Vittorie (2)
| No. | Data              | Torneo                           | Superficie    | Avversaria in finale | Punteggio |
| 1.  | 5 gennaio 1981    | Torneo di Fort Myers, Fort Myers | Cemento (i)   | Kathleen Cummings    | 6-2, 6-2  |
| 2.  | 14 settembre 1981 | Toray Pan Pacific Open, Tokyo    | Sintetico (i) | Bettina Bunge        | 6-4, 7-5  |